# Бохум (футбольний клуб)
Бохум  (нім. Verein für Leibesübungen Bochum 1848 — Fußballgemeinschaft e.V.) — німецький футбольний клуб з однойменного міста в Рурському регіоні, Північний Рейн-Вестфалія. «Verein für Leibesübungen» означає дослівно «спортивне товариство для тілесних вправ» і окрім футболу до структури клубу входять секції з бадмінтону, баскетболу, великого тенісу, волейболу, гандболу, гімнастики, кіберспорту, легкої атлетики, настільного тенісу, плавання, спортивних танців, фехтування, хокею.

## Історія клубу
Футбольний клуб у його сьогоднішньому вигляді було сформовано, як і багато інших футбольних клубів Німеччини того часу, за розпорядженням нацистського уряду, згідно з яким із кількох конкуруючих футбольних команд одного міста створювався один потужний клуб. Таким чином, в основу сучасного футбольного клубу «VfL Bochum 1848» лягли такі місцеві команди: «Turnverein 1848», «TuS 08» та «Germania 1906».

### 1848–1945: Рання історія
VfL Bochum є однією з найстаріших спортивних організацій у світі, яку було засновано 26 липня 1848 . У цей день у місцевій газеті «Märkischer Sprecher» з'явилося оголошення про створення гімнастичного клубу. «Turnverein zu Bochum» («Гімнастичний клуб Бохума») формально було засновано трохи пізніше, 18 лютого 1849 року, коли було подано уставні документи. З внутрішньополітичних причин клуб був заборонений і не діяв з 28 грудня 1852 до 19 червня 1860 року.
У травні 1904 клуб було реорганізовано в «Turnverein zu Bochum, gegründet 1848» («Спортивне товариство Бохума, засн. 1848») і на його основі 31 січня 1911 була сформована футбольна команда. 1 квітня 1919 року клуб було об'єднано із товариством «Spiel und Sport 08 Bochum». Новий клуб отримав назву «Turn- und Sportverein Bochum 1848». 1 лютого 1924 року на базі цього товариства були засновані «Bochumer Turnverein 1848» (гімнастичне відділення) та «Turn- und Sportverein Bochum 1908» (відділення за напрямками: футбол, легка атлетика, хокей, теніс).
Нацистською владою спортивне відділення «Bochumer Turnverein 1848» було примусово об'єднано з «Turn- und Sport Bochum 1908». До них також було приєднано товариство «Sportverein Germania Vorwärts Bochum 1906» (Спортивне товариство «Вперед, Німеччина!»). Таким чином було утворено клуб під його нинішньою назвою — «VfL Bochum». Це сталося 14 квітня 1938 і ознаменувало собою кінець ранньої історії клубу. Після цього об'єднання клуб змагався за найвищі місця в Гаулізі Вестфалія.
З наступом військ союзників на Рейх командам з Німеччини стало все важче існувати: через брак спортсменів, які вирушали на фронт, неможливість вільно і безпечно подорожувати країною, та брак хороших футбольних полів через бомбардування союзницької авіації. 
Попри високий дух змагання, який завжди панував у команді, їй не вдавалося посідати найвищі місця через присутність у Гаулізі грізного суперника — «Шальке 04», який домінував у Вестфальському футболі того часу. Найкращим результатом цього періоду стало друге місце у Гаулізі сезону 1938/39.

### 1945–1971: Регіональні змагання
Перші післявоєнні роки не позначилися будь-якими значущими спортивними досягненнями клубу. Лише після восьми років у Ландеслізі Вестфалія та Другій Оберлізі Захід у 1953 році «Бохум» спромігся вийти у найвищий на той час дивізіон — Першу Оберлігу Вест. Наступні десять років клуб посідав місця в нижній частині турнірної таблиці і двічі вилітав з елітного дивізіону, а за результатами сезону 1963/64 понизився до третього класу в тодішній системі футбольних ліг Західної Німеччини. 
Проте, «Бохум» вже за два роки повернувся до новоствореної Регіональної Ліги Вест (друга ліга того часу), в якій виступав до сезону 1970/71, після чого нарешті вийшов до найвищого об’єднаного дивізіону західнонімецького футболу — Бундесліги.
Іншим досягненням цього періоду став перший вихід до фіналу Кубку Німеччини сезону 1967/68. Фінальний матч проти «Кельну» команда з Руру програла з рахунком 1:4. 

### 1971–1993: Бундесліга
Наступні 22 сезони «Бохум» провів у Бундеслізі, переважно займаючи місця у нижній частині таблиці. Найвищим досягненням цього періоду було 8 місце в сезоні 1978/79, а також другий фінал Кубку у 1988 році, який знов було програно, цього разу франкфуртському «Айнтрахту» з рахунком 0:1. За результатами сезону 1989/90 прописку у вищому дивізіоні вдалося зберегти лише в серії стикових матчів з «Саарбрюкеном». Протягом сезону 1992/93 вболівальники команди почали напівірноічно величати свій клуб «невибивним», проте саме за результатами цього розіграшу «Бохум» вперше покинув Бундеслігу, посівши 16 місце.

## Досягнення
- Чемпіон Другої Бундесліги (4): 1994, 1996, 2006, 2021
- Вихід в Першу Бундеслігу (7): 1971, 1994, 1996, 2000, 2002, 2006, 2021
- Фіналіст Кубка Німеччини (2): 1968, 1988